# Aeroportul Internațional Volgograd
Aeroportul Internațional Volgograd (IATA: VOG, ICAO: URWW) este un aeroport din Volgograd, Volgograd Urban Okrug⁠(d), Regiunea Volgograd, Rusia ce deservește zona Volgograd. Aeroportul a fost tranzitat în 2021 de 1.440.697 de pasageri. A fost numit după zona deservită.
Situat la o altitudine de 147 m, aeroportul dispune de 2 piste.

## Infrastructură

### Piste
Aeroportul dispune de 2 piste. Pista are orientarea 11/29.Pista are orientarea 06/24.

### Terminale
Aerogara are în componență 1 terminal, Aeroport Gumrak Railway Station⁠(d). 